# Волт Вітмен
Волт Ві́тмен (англ. Walter Whitman; 31 травня 1819 — 26 березня 1892) — американський поет, есеїст, журналіст та гуманіст. Представник перехідного періоду між трансценденталізмом та реалізмом, що об'єднав ці два напрями в своїх творах. Вітмен — один з найвпливовіших поетів американського канону, якого часто називають батьком верлібру. Його твори на той час були дуже суперечливі, особливо його поетична збірка «Листя трави», яку вважали непристойною через неприхований сексуальний підтекст.

## Біографія

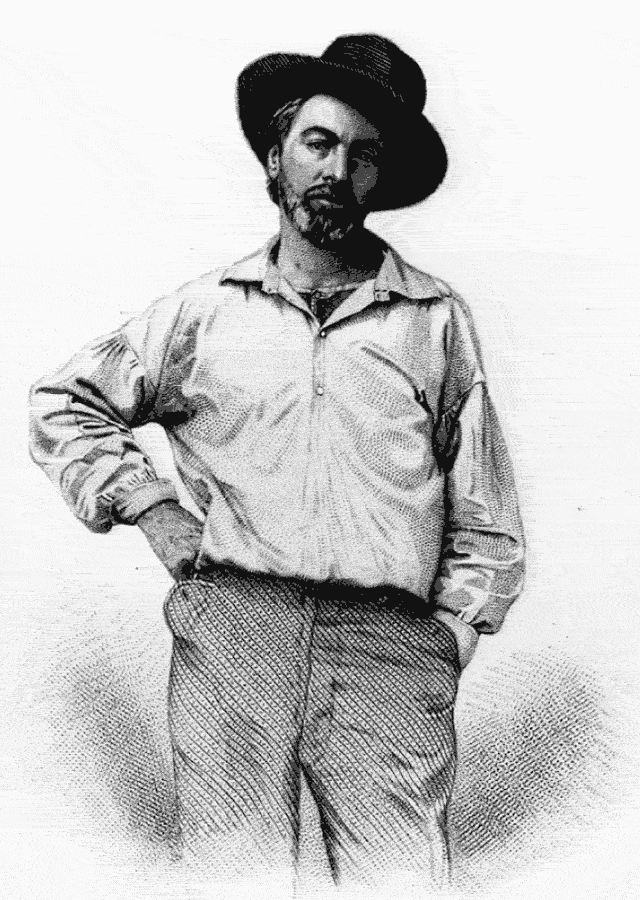
Волт Вітмен, 37 років, з його твору «Листя трави»

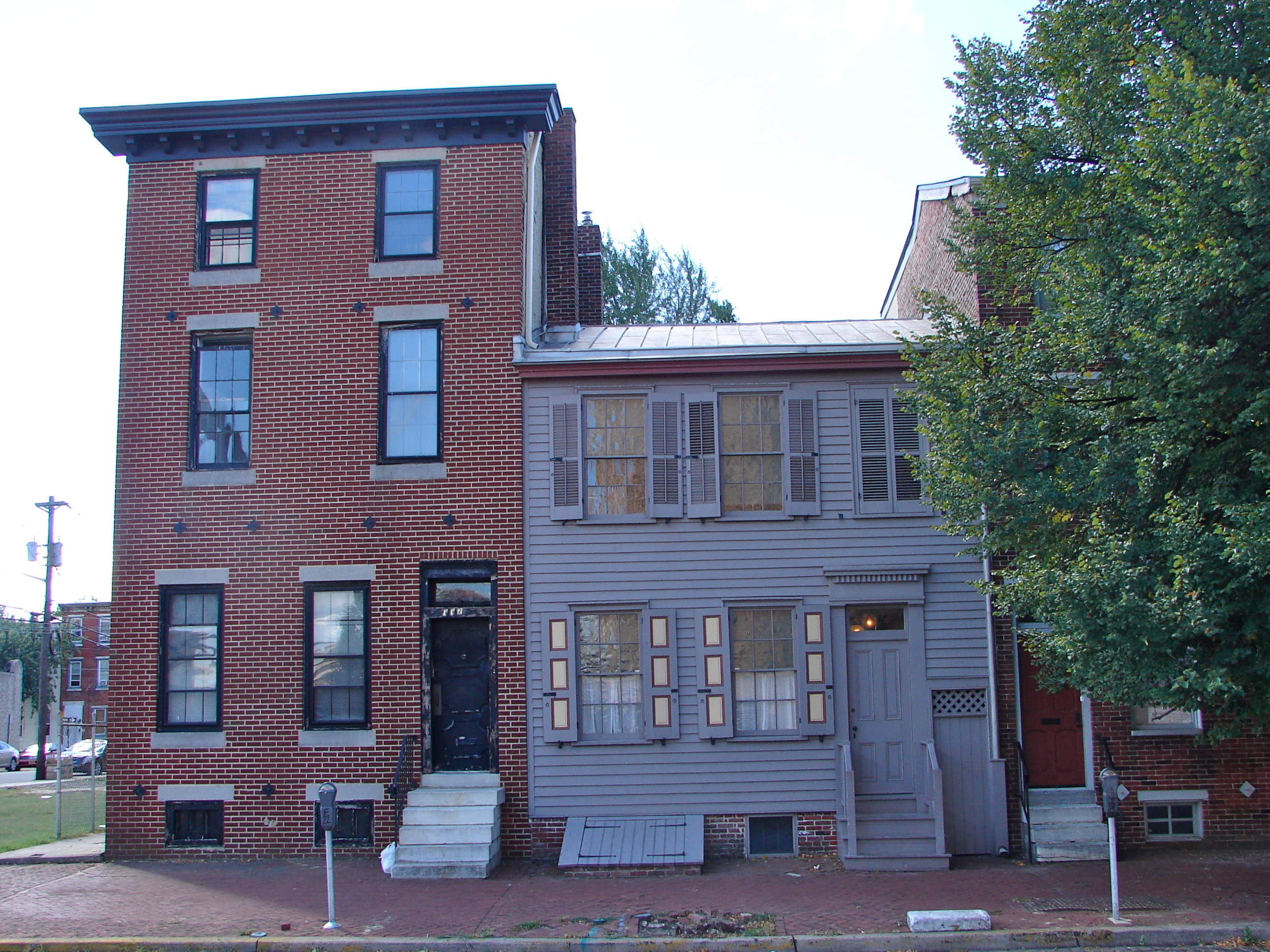
Будинок Волта Вітмена у Камдені

Народився Волт Вітмен на Лонг-Айленді, в робітничій сім'ї, і тому в 11 років вже працював «хлопчиком на побігеньках» у місцевого юриста безкоштовно, тільки за те, що юрист давав йому книги з бібліотеки. Далі працював складачем у друкарні, журналістом. У 1846 році — став редактором у «Демократичній газеті», але вже в 1852 році розлучився з журналістикою і почав займатися літературною діяльністю. Протягом життя працював журналістом, вчителем, державним службовцем та медиком-добровольцем під час Громадянської війни в США.
На початку своєї кар'єри він опублікував досить помірковану новелу «Франклін Еванс» (1842). Свій головний твір — «Листя трави» — Вітмен вперше опублікував у 1855 р. за власний кошт. До самої смерті Вітмен продовжував його розширяти та переробляти.
Реформатор американської поезії. У збірці віршів «Листя трави» (1855—1891) ідеї близькості до природи взяли космічний характер; будь-яка людина і будь-яка річ сприйняті священними на тлі нескінченної в часі і просторі еволюції Всесвіту. Почуття спорідненості з усіма людьми і всіма явищами світу виражено за допомогою перетворення ліричного героя в інших людей і неживі предмети. Вітмен — співак «світової демократії», всесвітнього братства людей праці, позитивних наук, любові і товариства, які не знають соціальних кордонів. Новатор вільного вірша.
Його головна книга «Листя трави» за життя автора виходила шість разів, при кожному перевиданні, включаючи в себе нові цикли віршів, залишалася єдиним поетичним твором, у якому міститься багатогранний і цілісний образ Америки, де перемогла ідея демократії. У XX столітті «Листя трави» визнані одним з найважливіших літературних подій, знаменували собою революцію в поезії, пов'язану з появою вільного вірша (верлібру), новаторської віршової системи, піонером якої виступив Вітмен.
Наприкінці свого життя Вітмен переїхав до Кемдена, Нью-Джерсі, де його здоров'я різко погіршилося. Він помер у 1892 р. від пневмонії у віці 72 років і його похорон став громадською подією.

## Суспільно-політична діяльність
Усе життя Вітмен займався політичною та суспільною діяльністю. Він підтримував Умову Вілмота — проєкт поправки до Конституції, яка забороняла рабство, і загалом був проти розповсюдження рабства. У своїй поезії Вітмен сповідує рівноправність усіх рас, і в певний період часу вимагає скасування рабства, проте пізніше вбачає в русі аболіціоністів погрозу демократії.

## Особисте життя
Часто нарівні з його поезією дослідники дискутують щодо його сексуальності. Зазвичай біографи називають його або гомосексуалом, або бісексуалом, але наразі неясно, чи мав Вітмен які-небудь сексуальні відносини з чоловіками.

## Творчість

### Велика дорога
Сповіщаючи, що для нього на землі не існує нічого чужого і що йому однаково близькі всі люди, незалежно від їх соціального статусу, раси, статі, конфесії тощо, Вітмен постає поборником соціалістичної ідеї в найбільш узагальненому формулюванні. Разом з тим він усвідомлює себе і містиком, який передбачав епоху, коли всі конфлікти, протиріччя і відмінність зникнуть, так що життя стане нескінченно складним, мінливим, але цілісним організмом, «електричним тілом», як сказано в одному з його віршів. Тілесність, речовинність, інтерес до матеріального, який ніколи не слабшає, фізична зовнішність явищ і завзяте неприйняття всього умоглядного складають важливу особливість поетичного світу «Листя трави».
Вітмен — один з перших поетів, що відтворив реальність величезного сучасного міста, сприйнятого ним як зриме уособлення «загальних зв'язків у світобудові», і зобразив з репортерською точністю описи самих різних сторін його повсякденного життя. Чудеса техніки, тріумфи «індустрії» викликали захоплення Вітмена, локомотив, «горластий красень», що на величезній швидкості мчить через дикі прерії, здавався йому символом незворотного прогресу.
Домінуюче в поезії Вітмена відчуття нескінченної широти і багатоликості світобудови поєднується з настільки ж органічним відчуттям вічної динаміки, мінливості, діалектичної контрастності буття. Воно не визнає ієрархії цінностей, тому що справжнє життя  — постійний рух у часі, нескінченні трансформації і метаморфози: «Все обертається навколо мене, концентрується в мені, виходить з мене самого. У мене є лише один центральний образ — загальна людська особистість».
Ця особистість, навмисно позбавлена у «Листі трави» унікальності, носить імена «Волта Вітмена» або «сина Манхеттена». У дійсності ліричний герой книги являє собою узагальнений портрет американця, для якого характерні гранична демократичність поглядів, незатьмареним оптимізм, здатність встановлювати довірчі, родинні стосунки з усіма людьми, що зустрічаються на його шляху, і зберігати захоплення перед життям у всіх її видах.
«Пісня великої дороги», що входить у всі авторські редакції «Листів трави», найбільш послідовно втілює філософію радості, братерства, повного злиття зі світом і захоплення перед його зачаровує динамічністю. З'єднанням цих мотивів створений ліричний сюжет книги. Важливе доповнення до нього — цикл «Барабанний бій», навіяний Громадянської війною 1861-65, під час якої Вітмен був добровольцем-санітаром в армії жителів півночі. Обожнюючи Авраама Лінкольна, Вітмен присвятив пам'яті президента, полеглого від руки вбивці, проникливу елегію «Коли в дворі перед будинком цвів цієї весною бузок».
Віра Вітмена в призначення Америки, яка повинна явити приклад для всього людства, ставши суспільством перемогла соціальної справедливості і великих тріумфів духу, похитнулася після закінчення Громадянської війни, коли він переконався під всевладді «дракона наживи» і з тривогою писав про загрозу, створюваної плоским меркантилізмом, якому піддалися співвітчизники (книга публіцистики «Демократичні дали», 1871). Проте в цілому оптимістичне світовідчуття Вітмена не зазнав суттєвих змін до кінця його життя.

### Недооцінений новатор
Виражене Вітменом нове світовідчуття зажадало художніх нетрадиційних засобів. Найрадикальнішим нововведенням у «Листях трави» був вільний вірш, що у великій мірі визначив неуспіх книги у сучасників, які вважали, що поезія неможлива без правильних розмірів і системи рим, обов'язкових в класичній ліриці. Верлібр Вітмена, у якому відсутні ці компоненти, являв собою складний синтез фольклорного та біблійного вірша, синтаксичного паралелізму, що відрізняє ораторську прозу, ритмічно однорідних пасажів-перерахувань («каталоги»), внутрішніх алітерацій та асонансів, які надають завершеність рядках і всієї строфі.
Вважаючи, що його вірш повинен бути природним, як дихання, Вітмен рішуче відкинув канонічні поетичні форми, на яких, як він вважав, лежить слід неживої літературності, і заклав основи нової поетики, яка отримала виключно інтенсивний розвиток протягом XX століття, особливо в англомовних країнах. Одним з перших, хто оцінив значення зробленого Вітменом для подальшого руху поезії, був І. С. Тургенєв.
На честь Вітмена названий кратер на Меркурії.

## Основні твори
- збірка «Листя трави»[9]
- поема «Коли бузок розцвів торік у моєму дворі»
- цикл віршів «Прощай, моя фантазіє!»

## Видання в Україні
- Листя трави: поезії: пер. з англ. / Уолт Уїтмен; Вступ.ст., пер. В. Коротич; Ред.-упоряд. В. Коптілов. — Київ: Дніпро, 1969. — 195 с.
- Уолт Уїтмен. Поезії [Архівовано 11 лютого 2016 у Wayback Machine.]. Видавництво «Дніпро», Київ, 1984 рік, 126 с.
- Уолт Уїтмен «Пісня про самого себе», — у час. «Всесвіт», 1976, число 2.
- Українська література про Вітмена: Лесь Герасимчук. Американський бард в Україні. Київ, 2009.
- Вітмен, Волт. Листя трави / переклад з англійської та передмова Максима Стріхи. — Київ: Комубук, 2025[10].